# Cucullia inaequalis
Cucullia inaequalis là một loài bướm đêm trong họ Noctuidae.